# Tegenpaus Anastasius III
Anastasius III (overleden ca. 878/880), bijgenaamd Bibliothecarius, was een tegenpaus.
Anastasius werd door paus Leo IV in 847 tot kardinaal-priester benoemd. In 850 werd hij uit zijn ambt ontheven en geëxcommuniceerd.
Na de dood van Leo IV in april 855 en nadat Benedictus III tot paus was gekozen, wierp Anastasius zich op als tegenpaus. Daarbij kreeg hij de steun van keizer Lotharius I. Hij zette in september 855 Benedictus gevangen. Anastasius bleek onvoldoende aanhang te hebben om zijn positie veilig te stellen. Eind september werd Benedictus tot paus gekroond.
Anastasius werd benoemd tot abt van S. Maria in Trastevere en in 867 werd hij door paus Adrianus II benoemd tot bibliothecaris van de Rooms-Katholieke Kerk. Hierdoor kreeg hij de bijnaam Bibliothecarius.
Hij stelde de kroniek Chronographia tripertite samen, gebaseerd op Griekse geschriften van Georgios Synkellos, Theophanes en patriarch Nikephoros.
Anastasius nam in 869 deel aan de laatste zitting van het algemene Concilie van Constantinopel.
- Bibsys: 23177
- Biblioteca Nacional de España: XX831285
- Bibliothèque nationale de France: cb131877183 (data)
- Gemeinsame Normdatei: 118965808
- International Standard Name Identifier: 0000 0001 1985 3554
- Library of Congress Control Number: n93046086
- Nationale Bibliotheek van Tsjechië: kup19980000001876
- Nationale bibliotheek van Australië: 61540182
- Nationale Bibliotheek van Israël: 987007257735505171
- Nationale Bibliotheek van Polen: a0000001185618
- Nationale en Universitaire bibliotheek Zagreb: 000134555
- Nederlandse Thesaurus van Auteursnamen: 06751006X
- Istituto Centrale per il Catalogo Unico: SBLV320559
- LIBRIS: 246803
- Système universitaire de documentation: 035409614
- Virtual International Authority File: 84481982
- WorldCat: E39PBJqQvDrjy9jVkw7w4htYfq

Cursief: tegenpaus